# Comuna Bănia, Caraș-Severin
Bănia (în maghiară: Bánya) este o comună în județul Caraș-Severin, Banat, România, formată din satele Bănia (reședința) și Gârbovăț.

## Demografie
Componența etnică a comunei Bănia
     Români (94,53%)
     Romi (1,55%)
     Alte etnii (3,92%)
Componența confesională a comunei Bănia
     Ortodocși (88,65%)
     Baptiști (6,76%)
     Alte religii (0,27%)
     Necunoscută (4,32%)
Conform recensământului efectuat în 2021, populația comunei Bănia se ridică la 1.480 de locuitori, în scădere față de recensământul anterior din 2011, când fuseseră înregistrați 1.752 de locuitori. Majoritatea locuitorilor sunt români (94,53%), cu o minoritate de romi (1,55%). Din punct de vedere confesional, majoritatea locuitorilor sunt ortodocși (88,65%), cu o minoritate de baptiști (6,76%), iar pentru 4,32% nu se cunoaște apartenența confesională.

## Politică și administrație
Comuna Bănia este administrată de un primar și un consiliu local compus din 11 consilieri. Primarul, Alexandru-Vichentie Albu[*], de la Partidul Social Democrat, este în funcție din octombrie 2020. Începând cu alegerile locale din 2024, consiliul local are următoarea componență pe partide politice:
|  | Partid                                | Consilieri | Componența Consiliului | Componența Consiliului | Componența Consiliului | Componența Consiliului | Componența Consiliului |
|  | ------------------------------------- | ---------- | ---------------------- | ---------------------- | ---------------------- | ---------------------- | ---------------------- |
|  | Partidul Social Democrat              | 5          |                        |                        |                        |                        |                        |
|  | Partidul Național Liberal             | 3          |                        |                        |                        |                        |                        |
|  | Uniunea Creștin Democrată din România | 1          |                        |                        |                        |                        |                        |
|  | Alianța pentru Unirea Românilor       | 1          |                        |                        |                        |                        |                        |
|  | Partidul Național Conservator Român   | 1          |                        |                        |                        |                        |                        |

## Atracții turistice
- Biserica ortodoxă cu hramul "Nașterea Maicii Domnului" din satul Bănia, construcție 1779
- Monumentul Eroilor din Bănia
- Muzeul satului - Bănia
- Cheile Nerei
- Mori de apă

## Legături exrerne
- ro  en  Comuna Bania - Banaterra Website Arhivat în 11 mai 2008, la Wayback Machine.